# Cartucho inerte

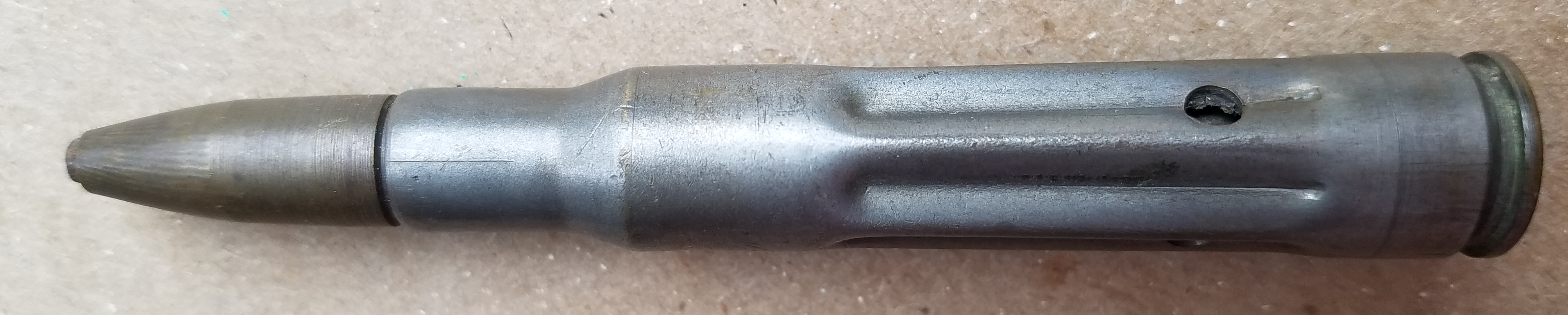
Cartucho de entrenamiento con casquillo acanalado, perforado y zincado para distinguirlo de un cartucho verdadero.

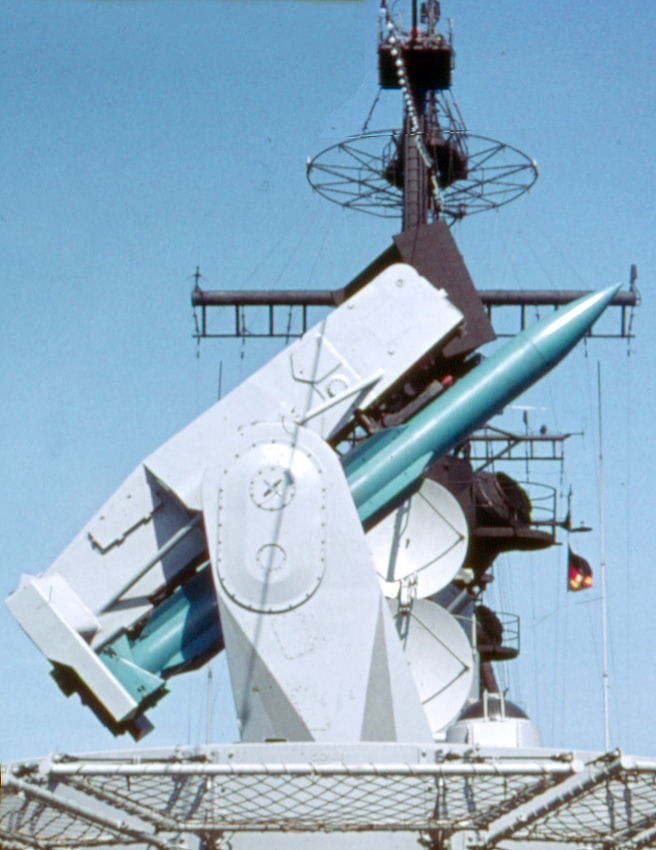
Misil de entrenamiento RIM-24 Tartar de color azul, en un lanzador naval Mk 13.

El cartucho inerte o de entrenamiento, es aquel que carece de fulminante, carga propulsora o carga explosiva.
No debe ser confundido con el cartucho de fogueo, que tiene fulminante y carga propulsora, pero no monta una bala ni contiene perdigones. 

## Empleo
Es empleado para revisar el funcionamiento del arma, así como para entrenar a sus usuarios. Se distingue del cartucho "de práctica", que puede contener una menor cantidad de carga propulsora o carga explosiva. Por ejemplo, la granada de mano M69 de práctica emite un fuerte ruido y una pequeña nube de humo blanco.